# Ryticaryum oleraceum
Ryticaryum oleraceum är en tvåhjärtbladig växtart som beskrevs av Odoardo Beccari. Ryticaryum oleraceum ingår i släktet Ryticaryum och familjen Icacinaceae. Inga underarter finns listade i Catalogue of Life.